# AsiaBerlin Summit
Der AsiaBerlin Summit (englisch für Asien-Berlin-Gipfel; vor 2020 Asia-Pacific Week Berlin bzw. Asien-Pazifik-Wochen; Abkürzung: APW) ist eine internationale Plattform für Wissenstransfer und Kooperation von europäischen und asiatischen Nichtregierungsorganisationen, Unternehmen sowie wissenschaftlichen und öffentlichen Einrichtungen. Die 1997 begründete Veranstaltung fand bis 2015 alle zwei Jahre, seitdem jedes Jahr, zu einem ausgesuchten Hauptthema statt.

## Geschichte
In den 2000er Jahren entwickelten sich der AsiaBerlin Summit unter seinem ursprünglichen Namen Asien-Pazifik-Wochen von einer Kultur-Aktionswoche hin zu einer internationalen, wirtschaftsbezogenen Plattform, die einen Raum für den Dialog von deutschen und asiatischen Akteuren bietet.

### 1997: Die ersten Asien-Pazifik Wochen Berlin
Der damalige Bundespräsident Roman Herzog eröffnete die Asien-Pazifik-Wochen im Roten Rathaus, die vier Wochen lang 180 Veranstaltungen von mehr als 160 öffentlichen Einrichtungen und privaten Unternehmen aus 16 Staaten anbot, z. B. Kulturevents, Symposien, Seminare oder Vorlesungen. In der Öffentlichkeit war die Gründung der Asien-Pazifik-Wochen in Berlin umstritten, da Berlin keine unmittelbare Vorgeschichte euro-asiatischer Kooperation hatte.

### 1999: Länderschwerpunkt Japan
Im Jahr 1999 lag der Fokus der Asien-Pazifik-Wochen noch bei dem kulturellen Austausch, im Gegensatz zu den heutigen Asien-Pazifik-Wochen, die einen wirtschaftlichen Fokus seit 2013 haben. Die 110 Kulturveranstaltungen der Asien-Pazifik-Wochen hatten 150.000 Zuschauer, während die 38 Wirtschafts- und Investitionsseminare nur 3.500 Teilnehmende hatten.

### 2001: Länderschwerpunkt China
Das State Council Information Office der Volksrepublik China zeigte die weltweit größte Präsentation chinesischer Zivilisation im Ausland. Gerhard Schröder, damaliger Bundeskanzler, forderte weitergehende Zusammenarbeit der mittelgroßen und kleinen Unternehmen beider Länder.

### 2003: Länderschwerpunkt Indien

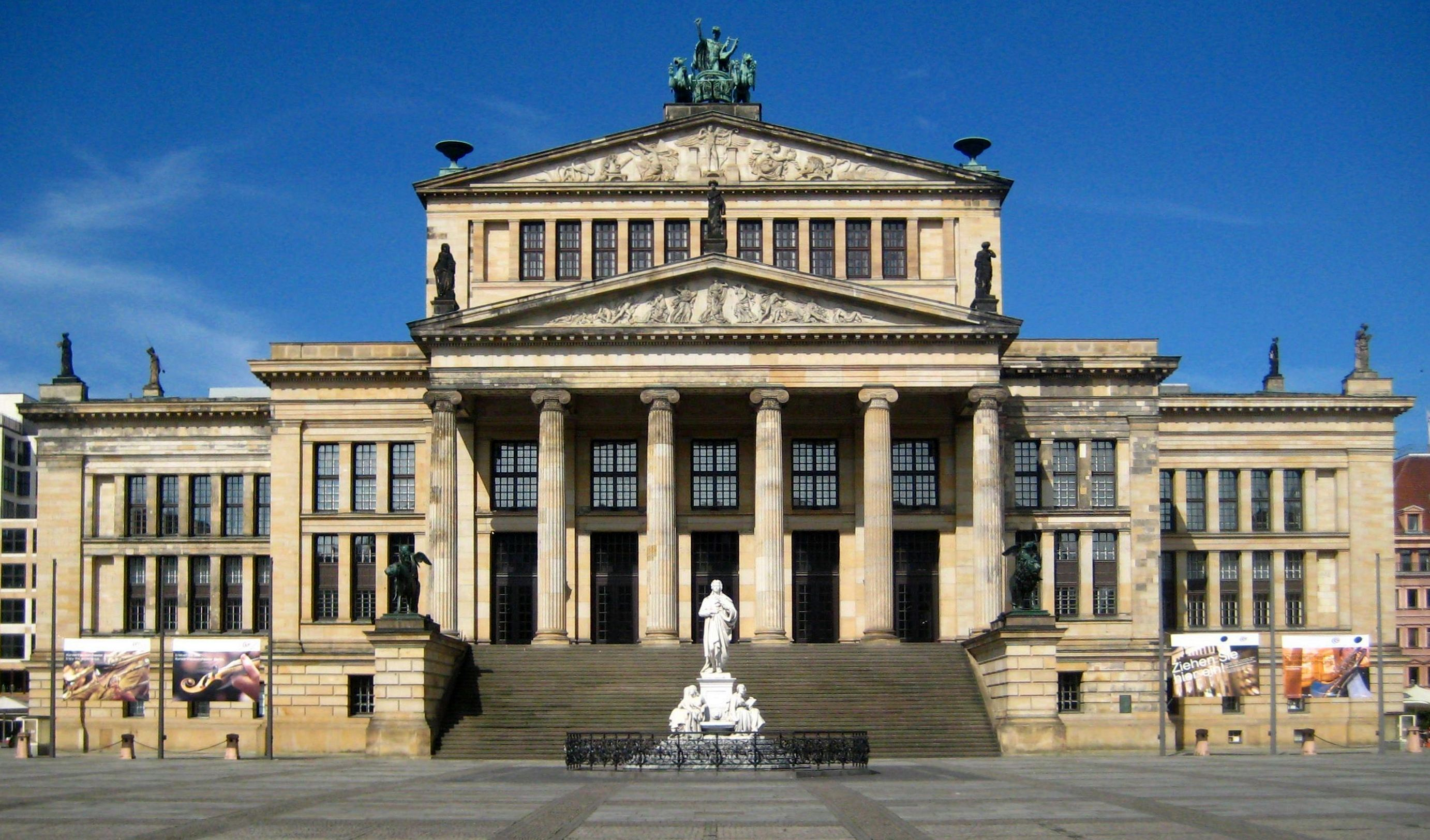
Heutiger Zustand als Konzerthaus, 2009

Gerhard Schröder, damaliger Bundeskanzler, eröffnete die vierten Asien-Pazifik-Wochen im Konzerthaus am Gendarmenmarkt, die über 250 Veranstaltungen boten. 13 Botschaften nahmen an den Asien-Pazifik-Wochen 2003 teil, also mehr als doppelt so viele wie im vorigen Jahr. Der kulturelle Fokus stand im Vordergrund, so hielt beispielsweise Sri Sri Ravi Shankar im Roten Rathaus einen Vortrag namens „Menschliche Werte leben“. Der asiatische Kulturmarkt auf dem Schloßplatz in Berlin war stark besucht mit 30.000 Besuchern pro Tag.

### 2005: Länderschwerpunkt Korea

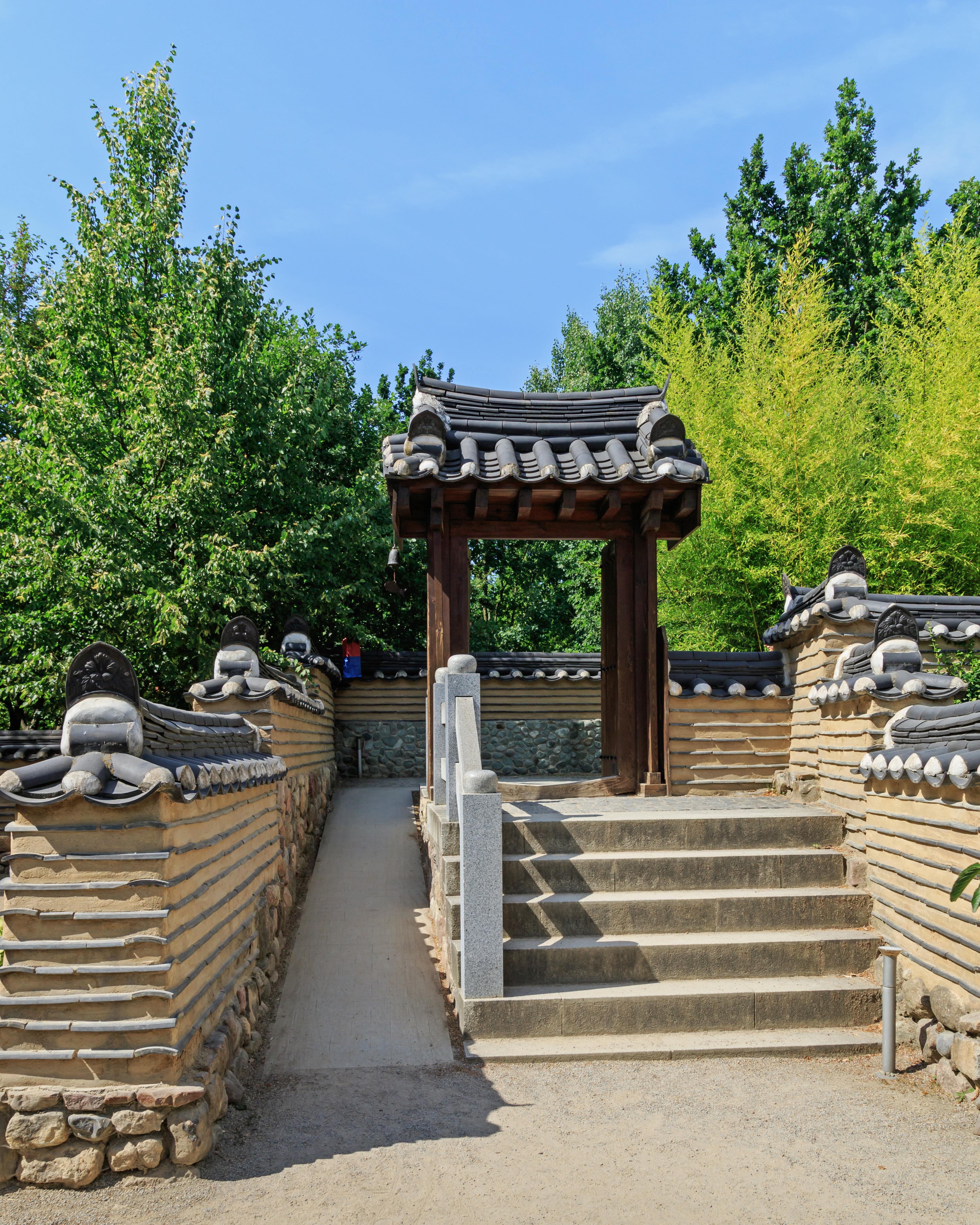
Koreanischer Garten Berlin-Marzahn

Die Stadt Seoul schenkte dem Erholungspark Marzahn den Koreanischen Garten. Der damalige Bürgermeister von Seoul Lee Myung Bak legte den Fokus der Veranstaltungen Koreas auf Kultur statt Wirtschaft, weil für ihn Berlin durch die Deutsche Wiedervereinigung wirtschaftlich belastet war, was erst nach einer Generation wieder normalisiert sein könnte.

### 2007: Sustainability in Urban Infrastructures
18 asiatisch-pazifische Modedesigner waren eingeladen, ihre Kollektionen bei einer parallel zu der Berlin Fashion Week laufenden Modenschau „InFashion Asien-Pazifik-Wochen 2007“ zu präsentieren.
Weil die Verbindung Berlin-Peking historisch bis dahin wenig untersucht war, entwickelte das Heimatmuseum Charlottenburg-Wilmersdorf die erstmalige Ausstellung „Chinesen in Berlin“.

### 2009: Mobilität – Energie
Die Lesung und Mitwirkung von Liao Yiwu bei der literarischen Veranstaltung „China schreiben“ im Haus der Kulturen der Welt wurde von der Volksrepublik China erfolgreich verhindert.

### 2011: Gesundheit – Ernährung – Wasser
Außenwirtschaftliche Kooperation und entwicklungspolitische Zusammenarbeit wurden ineinander integriert in einer deutschlandweit erstmaligen Form des Matchmakings zwischen deutschen und asiatischen Teilnehmenden. Sensor-Anstecker leuchteten auf, sobald Teilnehmende mit gemeinsamen Interessen sich näher kamen. Letztlich wurde durch den Einsatz innovativer Matchmaking-Technologie die tradierte Trennung von Handel und Entwicklungspolitik abgeschwächt.
Die Auftaktausstellung der Gewinner-Plakate des internationalen Wettbewerb »Water is Life – Wasser ist Leben« fand in der Universität der Künste Berlin statt; es folgten weitere Ausstellungen in Peking und Mumbai.

### 2013: Smart Cities
Nachdem der Anteil des Handels mit Asien im Vergleich zu Europa im Vergleich zu 2005 um 11 % zugenommen hatte, wurden die Asien-Pazifik-Wochen 2013 weitergehend auf Besucher aus der Wirtschaft ausgerichtet. Auch institutionell wurde die Leitung der Asien-Pazifik-Wochen von der Senatskanzlei des Regierenden Bürgermeisters, damals Klaus Wowereit, an die Senatsverwaltung für Wirtschaft, Technologie und Forschung übergeben. Da Berlin „allein mit den Binnenkräften […] nicht die nötige Prosperität in die Stadt“ bekommen würde, entschied sich die Wirtschaftssenatorin des Landes Berlin, Cornelia Yzer, für einen wirtschaftlichen Fokus der Asien-Pazifik-Wochen, und gegen einen Großteil des Kulturprogramms.

### 2015: Smart Cities

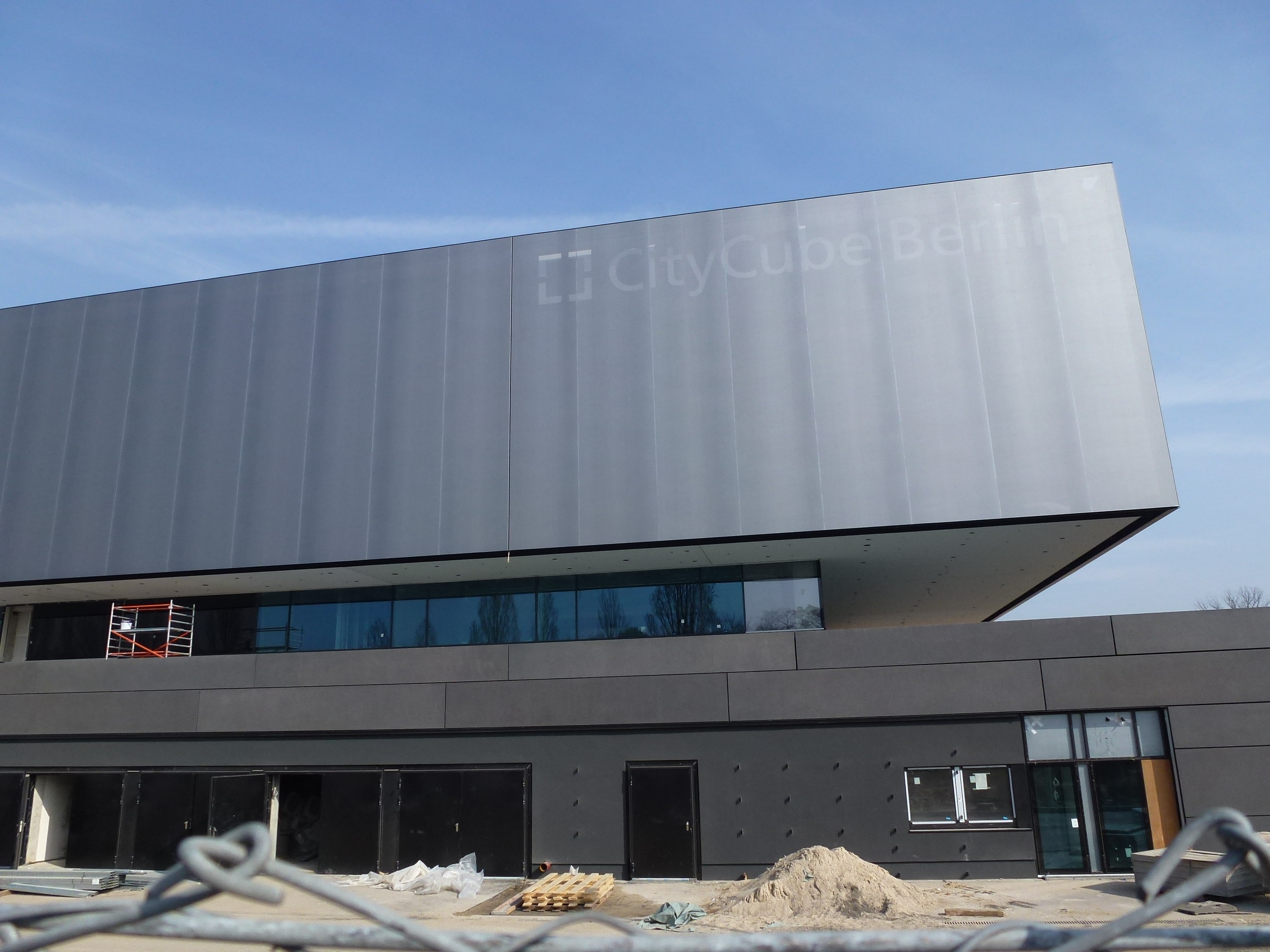
CityCube Berlin

Im Rahmen der Asien-Pazifik-Wochen fand die Wirtschafts- und Technologiekonferenz „Smart Solutions for Urban Challenges“ im CityCube Berlin während der Metropolitan Solutions Messe statt.

### 2016: Asia-Europe Innovation Dialogue
2016 nahmen mehr als 1.000 Gäste an den Veranstaltungen der Asien-Pazifik-Wochen teil. Außerdem wurde ein neues Start-up-Netzwerk zwischen Berlin, Manila, Jakarta und Bangalore wurde gegründet: StartUp AsiaBerlin.

### 2017: Asia-Europe Innovation Dialogue
Der Asia-Europe Dialogue 2017 behandelte das Thema Digitalisierung.

### 2018: Asia-Europe Dialogue on Digitalization
Die Asia-Pacific Week Berlin (APW) 2018 verband Teilnehmer aus Asien und Europa in einem Austausch über die Chancen und Herausforderungen der Zukunftsthemen Digitalisierung und Startups.

### 2019: Asia-Europe Dialogue on Innovation
Die Asia-Pacific Week Berlin 2019 widmete sich dem Themenschwerpunkt Innovation sowie der Weiterentwicklung der Zusammenarbeit von Startups mit ihren Ökosystemen.

### 2020: AsiaBerlin Summit
Als eine der wenigen internationalen Konferenzen fand die nun als AsiaBerlin Summit firmierende Veranstaltung vom 21. bis 27. September 2020 während der Coronapandemie als Präsenzveranstaltung statt.